# Сиротино (Краснодарский край)
Сиротино — хутор в Крыловском районе Краснодарского края.
Входит в состав Кугоейского сельского поселения.

## География

### Улицы
- ул. Ленина,
- ул. Молодёжная,
- ул. Набережная.

## Население
| 2002 | 2010 |
| ---- | ---- |
| 206  | ↘176 |